# قناة الرافدين
الرافدين هي قناة تلفزيونية عربية عراقية تبث من إسطنبول في تركيا ويقع مقرها الرئيسي في القاهرة. أطلقت في 10 أبريل 2006 على النايل سات، وهي من قنوات المعارضة العراقية ما بعد سقوط البعثية. يقال أنها التابعة لهيئة علماء المسلمين في العراق. شعارها «لأننا حضارة» وسميت باسم حضارة بلاد الرافدين. هي قناة إخبارية سياسية بالدرجة الأولى، تتابع الشؤون الأخرى وتبث على مدى 24 ساعة.

## البداية
بدأ بث القناة في 10 أبريل / نيسان 2006 من خلال القمر النايل سات وعلى مدى 24 ساعة. يتزامن هذا التاريخ مع ذكرى غزو العراق في عام 2003. فجاء يوم العاشر من نيسان رداً على يوم التاسع من نيسان، وهو يوم التحرير غير رسميًا ومن أيام العطل الرسمية في العراق. المقر الرئيسي للقناة تقع في مدينة الإنتاج الإعلامي في مدينة السادس من أكتوبر في القاهرة، ولها مكاتب في عمان وسوريا وفلسطين عدا بغداد، فمكتب بغداد أغلق قبل نهاية العام الأول لانطلاق القناة. حسب تصريحها تسعى «إلى إعادة الثقة والاعتزاز بالنفس عند العراقيين الأصلاء وتتلمس مواطن الخير والفضيلة لدى أبناء هذا الشعب الطيب بطبعه وتحاول إعادة حاضرة العراق إلى جذورها العربية والاسلامية، كما تسعى جاهدة إلى توحيد صف العراقيين ودرء الفجوات وردم الهوات التي أحدثها الاحتلال المقيت وعملاؤه بين أبنائه، ونبذ التعصب للطائفة أو العرق ومحاربة الطائفية والعنصرية بكل أشكالها ورفض الدعوة اليها أو اثارتها والترويج لها. ولاتقتصر الرافدين على قضية العراق فحسب وانما تتعدى ذلك إلى قضايا العرب والمسلمين في كل مكان، فهمها همهم وفرحها فرحهم، فالرافدين لكل العراقيين والعرب والمسلمين.».

أعلنت أن هدفها هي «الدعوة إلى خروج المحتل ووحدة العراق والعراقيين ونبذ الاحتلال ومخلفاته السياسية والفكرية، ويتعدى هدفها هذا ليشمل جميع دول العرب والمسلمين التي تعاني ما يعانيه العراق اليوم.»

## التسمية والشعار
شعارها لأننا حضارة وسميت باسم حضارة بلاد الرافدين. تتكون شارتها من جزئين رمز «دائرة ذهبية» ولفظ «الرافدين»، الرمز تشير إلى مدينة بغداد التي بناها العباسيون على شكل دائرة، وتحيط هذه الدائرة بموجتين طويلتين صفراء وزرقاء إشارة إلى نهري دجلة والفرات. وكلمة الرافدين اسم القناة، وكتب باللون الذهبي المتفق مع لون الإطار الدائري الذي يضم الموجتين، ويعد مكملاً للشارة ولايمكن فصله عنها.

## المحتوى
هي قناة إخبارية سياسية بالدرجة الأولى، تتابع الشؤون الاقتصادية والثقافية والرياضية، إضافة إلى البرامج السياسية والثقافية والعلمية والاقتصادية.

## انتقادات
بحسب مشروع القانون رقم 2278 لمجلس النواب الأمريكي أنها «تحرّض على العنف والإرهاب ضد الولايات المتحدة».